# Suberina
La suberina è un costituente essenziale del sughero e contribuisce a determinarne le principali caratteristiche.

## Anatomia e fisiologia
Si tratta di una sostanza idrofoba depositata, sotto forma di lamelle, attorno alle cavità lasciate vuote dalle cellule morte del sughero ed è inoltre presente in molte altre parti del corpo vegetale.
All'interno del tessuto radicale, essa risulta la principale componente della cosiddetta "banda di Caspary", una banda continua di materiale ceroso idrofobo ed isolante posta all'interno delle cellule dell'endoderma radicale (per l'esattezza, fra la membrana della cellula e la sua parete primaria) con il compito di impedire il passaggio di sostanze nel cilindro centrale di tessuto vascolare per microcapillarità attraverso lo spazio fra le pareti. In presenza di essa, tali fluidi sono invece costretti a passare attraverso le membrane selettivamente permeabili delle cellule endodermiche, venendone "filtrati" prima del trasporto all'interno dei sistemi vascolari nell'organismo vegetale.
Meccanismi di questo tipo risultano particolarmente presenti ed efficienti nelle mangrovie che, vivendo in ambienti marini o paludosi, necessitano di continua protezione per evitare l'accumulo di sale ed altri soluti nei loro tessuti neutralizzandone al contempo la corrosività.
All'interno della corteccia, la disposizione lamellare e la natura chimica della suberina conferiscono al sughero l'impermeabilità ai gas e ai liquidi, la coibenza, l'elasticità e la resistenza all'azione degli enzimi secreti dai parassiti.

## Biosintesi e composizione
Dal punto di vista chimico è un poliestere di acidi organici, come l'acido fellonico e suberinico, uniti a composti aromatici. 

Queste due classi di monomeri si distribuiscono a formare due differenti "domini" della macromolecola di suberina: la componente aromatica, contenente principalmente polimeri dell'acido cumarilico e derivati, si trova di preferenza nelle zone adiacenti o all'interno della parete cellulare; quella alifatica di acidi grassi si dispone invece più internamente, nello spazio compreso fra la parete e la membrana della cellula.
Risulta inoltre documentata la presenza di glicerolo, con il compito principale di aumentare i legami chimici sussistenti fra i monomeri che compongono la molecola e, forse, di interconnettere i due domini della stessa.

La composizione della suberina può comunque variare pesantemente in rapporto alle diverse specie vegetali che la producono.

Formula di struttura del glicerolo.
La molecola del glicerolo.